# سجبرو
سجبرو (به انگلیسی: Sedgeberrow) یک روستا و محله مدنی در بریتانیا است که در Wychavon واقع شده‌است.